# 149. pr. Kr.
◄ | 3. stoljeće pr. Kr. | 2. stoljeće pr. Kr. | 1. stoljeće pr. Kr. | ►
◄ | 170-ih pr. Kr. | 160-ih pr. Kr. | 150-ih pr. Kr. | 140-ih pr. Kr. | 130-ih pr. Kr. | 120-ih pr. Kr. | 110-ih pr. Kr. | ►
◄◄ | ◄ | 152. pr. Kr. | 151. pr. Kr. | 150. pr. Kr. | 149 pr. Kr. | 148. pr. Kr. | 147. pr. Kr. | 146. pr. Kr. | ► | ►►
Astronomija

## Događaji
- Započeo Treći punski rat, koji je trajao do 146. pr. Kr.
- zakonom Lex Carpurnia ozakonjena uspostava stalnog izvršnog suda.